# Вила Сан Филипо (Мачерата)
Вила Сан Филипо (итал. Villa San Filippo) насеље је у Италији у округу Мачерата, региону Марке.
Према процени из 2011. у насељу је живело 1050 становника. Насеље се налази на надморској висини од 55 м.